# Корсепиус, Уве
Уве Корсепиус (род. 9 августа 1960) — европейский политик, в 2009—2015 гг. — генеральный секретарь Совета Европейского Союза

## Биография
Уве Корсепиус родился в Берлине, Германия. В 1984 году он окончил Университет Эрлангена — Нюрнберга по направлению «экономика». Считается учеником известного экономиста Хорста Стентмана. Получил звание доктора экономических наук в Институте мировой экономики в Киле.
С 1990 года — на государственной службе в министерстве экономики и труда Германии. С 1992 года работал в Международном валютном фонде в Вашингтоне. С 1994 года — сотрудник ведомства федерального канцлера в Берлине, сначала при Гельмуте Коле, затем — при Герхарде Шрёдере. В период правления Ангелы Меркель У. Корсепиус стал начальником пятого управления федерального канцлера, занимаясь европейской политикой Германии.
В январе 2009 года совет глав государств-членов ЕС избрал Корсепиуса генеральным секретарем Совета Европейского Союза, сменил на этом посту Пьера де Буасьё.
Учитывая тот факт, что Клаус Велле, другой немецкий политик, одновременно являлся генеральным секретарем Европейского парламента, в 2011 году два представителя Германии находились в администрации двух руководящих органов ЕС. В ведомстве федерального канцлера преемником Корсепиуса стал Николаус Майер-Ландрут.
1 июля 2015 года У. Корсепиуса сменил на посту генерального секретаря Совета Европейского союза Йеппе Транхольм-Миккельсен.

## Награды
- Офицер ордена Трёх звёзд (19 февраля 2019 года, Латвия)[3].